# Insurgência no nordeste do Paraguai
A insurgência no nordeste do Paraguai é um conflito armado de baixa intensidade que consiste principalmente em confrontos e escaramuças entre as Forças Armadas do Paraguai e grupos paramilitares contra guerrilheiros insurgentes. De 2005 até o verão de 2014, de acordo com o governo, o Exército do Povo Paraguaio (EPP) causou pelo menos 50 mortes, sendo a maioria fazendeiros, guardas de segurança privada e policiais locais. Durante o mesmo período, a guerrilha perpetrou 28 sequestros com pedidos de resgate e um total de 85 atos violentos, incluindo assaltos a bancos.
Além do EPP existe na região também o grupo dissidente deste, o Agrupamento Camponês Armado – Exército do Povo (ACA–EP), criado em 2019. Ambos têm cerca de 100 membros e atuam nessa região que há anos é rota do tráfico internacional de drogas e território disputado por facções criminosas como o Primeiro Comando da Capital (PCC). Nessa região da fronteira entre Brasil e Paraguai, movimentada e violenta, as duas guerrilhas são contra a posse de terras paraguaias agricultáveis por fazendeiros brasileiros.